# The Lost Skeleton of Cadavra
Pour plus de détails, voir Fiche technique et Distribution.
The Lost Skeleton of Cadavra est un film américain, comédie de science-fiction parodiant les séries B des années 1950. Il est réalisé, écrit et interprété par Larry Blamire et est sorti en 2001.

## Synopsis
Le docteur Paul Armstrong, un scientifique spécialisé dans l'étude des météorites, se rend avec sa femme Betty dans la campagne pour récupérer une petite météorite tombée sur Terre. La météorite trouvée, ils s'installent dans un cabane qu'ils ont loué. Pendant ce temps, le docteur Roger Fleming cherche la grotte de Cadavra, qui renferme selon une légende le squelette perdu. Il finit par la trouver et réveille le squelette. Le squelette lui demande de rapporter de l'atmosphereum qui lui permettrait de reprendre vie. 
Le soir, Kro-Bar et Lattis, un couple d'extraterrestres, sont contraints d'atterrir sur Terre à la suite d'une défaillance de leur fusée. Eux aussi ont besoin d'atmosphereum pour réparer leur fusée. Ils se rendent chez Paul et Betty, et tentent de camoufler leurs différences culturelles. Roger se présente lui aussi à la cabane. Roger et les deux extraterrestres comprennent leur intérêt commun pour l'atmospereum et décident de s'allier pour dérober la météorite.
Le lendemain, ils réussissent à voler la météorite, mais Roger trahit les extraterrestres, et ranime le squelette. Le squelette décide de se marier avec Lattis, mais Paul et Betty interviennent pendant la cérémonie. Après, un combat, le squelette est détruit, Paul et les extraterrestres décident de partager l'atmospereum qui reste.

## Fiche technique
- Titre original : The Lost Skeleton of Cadavra
- Réalisation : Larry Blamire
- Scénario : Larry Blamire
- Production : F. Miguel Valenti, Lars Perkins, Fragmighty, Transom Films
- Photographie : Kevin F. Jones
- Montage : Bill Bryn Russell
- Direction artistique : Darrin Reed
- Pays d'origine :  États-Unis
- Langue : anglais
- Genre : comédie (parodie), fantastique
- Durée : 90 minutes

## Distribution
- Larry Blamire : le docteur Paul Armstrong
- Fay Masterson : Betty Armstrong
- Andrew Parks (en) : Kro-Bar/Bammin
- Susan McConnell : Lattis/Turgaso
- Brian Howe : le docteur Roger Fleming
- Jennifer Blaire : Animala
- Dan Conroy : Ranger Brad
- Robert Deveau : le fermier
- Darrin Reed : le mutant

## Distinctions
- Nommé au Saturn Award de la meilleure édition DVD en 2005